# LIDAR
LIDAR de l'anglès (Light Detection and Ranging) és una tecnologia òptica de teledetecció que mesura la distància des d'un punt emissor a qualsevol objecte o superfície mitjançant l'ús d'un làser. El sistema és molt semblant al radar (Radio Detection and Ranging) o al sonar (Sound Navigation and Ranging), però en lloc d'utilitzar l'emissió d'ones de ràdio o de so es fa servir llum. Altres termes que contenen la tecnologia LIDAR són ALSM (Airborne Laser Swath Mapping) i l'altimetria làser. L'acrònim LADAR (Laser Detection and Ranging) és molt utilitzat en contextos militars.

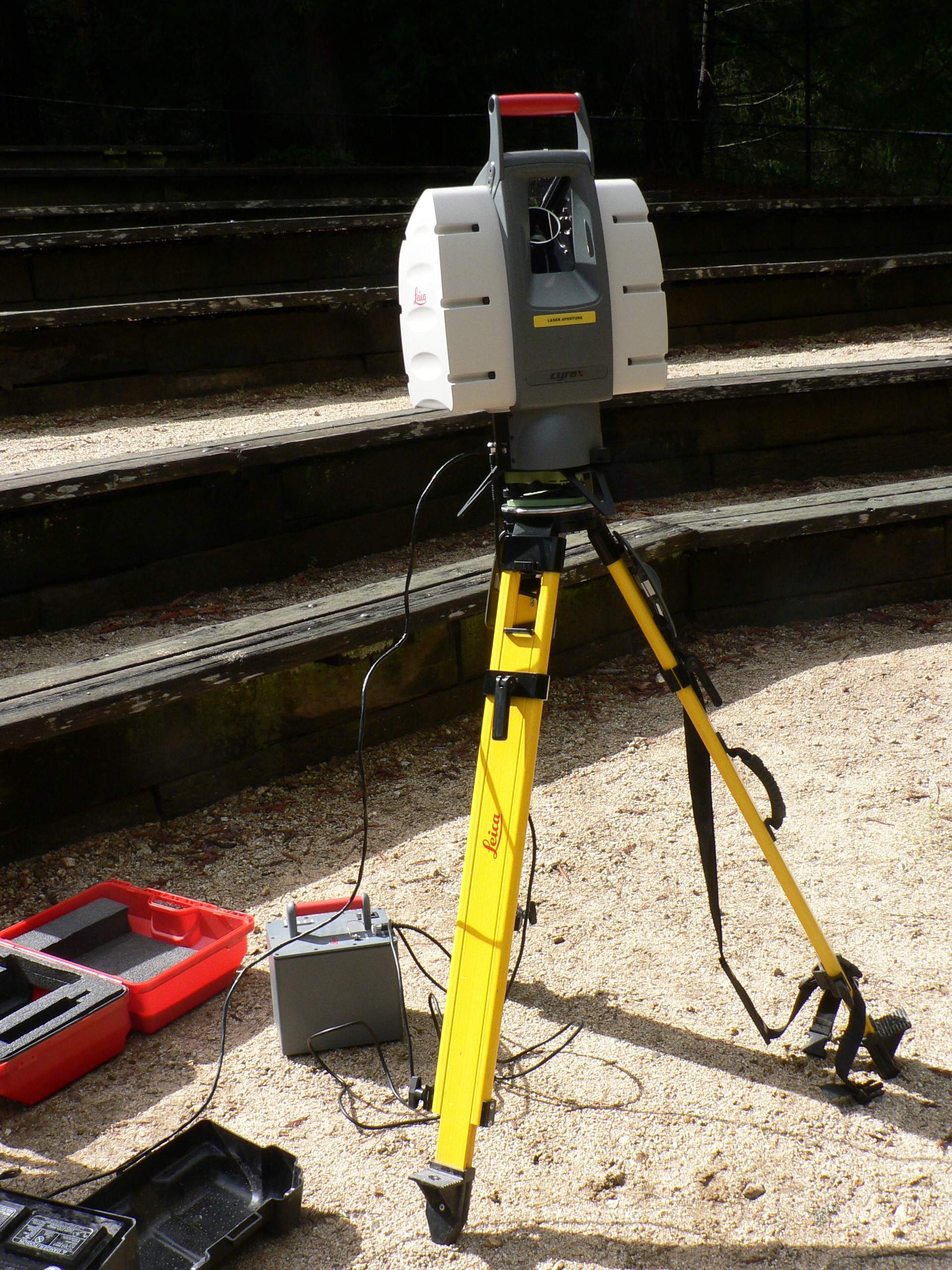
Aquest lidar pot ésser utilitzat per a escanejar edificacions, formacions de roques, etc., per a produir models 3D. El sistema lidar pot emetre el raig làser en un ampli rang: el seu cap rota horitzontalment, i un espill el transforma en vertical. El raig làser és utilitzat per a mesurar la distància al primer objecte en el seu camí.

El LIDAR (Light Detection And Ranging) és un sistema que permet obtenir un núvol de punts del terreny prenent-los mitjançant un escàner làser aerotransportat (ALS). Per realitzar aquest escanejat es combinen dos moviments: un longitudinal donat per la trajectòria de l'avió i un altre transversal mitjançant un mirall mòbil que desvia el feix de llum làser emès per l'escàner.
Els components d'un sensor LIDAR són:
- Emissor o emissors de llum.
- Òptica per a condicionar el pols de llum emès.
- Mirall o miralls rotatius per a dirigir el o els feixos de llum en diferents direccions.
- Codificadors (Encoders) per a saber l'orientació del o dels miralls interns.
- Òptica per a condicionar els retorns rebuts.
- Fotodetector per a detectar els retorns rebuts i mesurar la seva intensitat.

Per tal de georeferenciar les lectures i per a corregir possibles inclinacions, els sistemes LIDAR solen utilitzar-se conjuntament amb sistemes de posicionament GNSS (Global Navigation Satellite Systems) i amb sistemes IMU (Inertial Measurement Unit) o INS (Inertial Navigation System). El sistema resultant s'anomena escàner làser o escàner LIDAR. Amb la integració de les dades d'aquestes sistemes i amb els algorismes corresponents és possible generar núvols de punts bidimensionals o tridimensionals que representin les escenes capturades. Per conèixer les coordenades del núvol de punts es necessita la posició del sensor i l'angle del mirall en cada moment. També és possible fusionar imatges obtingudes amb càmeres digitals RGB amb les dades dels sistemes LIDAR per tal d'obtenir núvols de punts amb dades de color associades a cada punt. Les mesures obtingudes per tots els components es prenen amb una mateixa etiqueta de temps (timestamp), per exemple a partir del sistema GNSS, per tal que es puguin sincronitzar correctament.
Un sensor LIDAR senzill proporciona la següent informació en cada mesura:
- Angle i distància de cada feix de llum emès.
- Intensitat de cada retorn.

## Classificació
Segons el tipus de llum:
La distància a l'objecte es calcula a partir del temps de vol (temps des de l'emissió de l'impuls de llum làser fins a la recepció d'un possible retorn de llum retrodispersada per la interacció amb objectes propers) o bé a partir de la diferència de fase entre l'impuls emès i el retorn rebut.
- LIDAR d'impulsos: el procés per a la mesura de la distància entre el sensor i el terreny es porta a terme mitjançant la mesura del temps que tarda un impuls des que és emès fins que és rebut. L'emissor funciona emetent polsos de llum.
- LIDAR de diferència de fase: en aquest cas l'emissor emet un feix de làser continu. Quan rep el senyal reflectit mesura la diferència de fase entre el senyal emès i el reflectit. Coneguda aquesta només cal resoldre el nombre de longitud d'ones senceres que ha recorregut (ambigüitats).

Segons el número de retorns detectats:
Un sensor LIDAR pot proporcionar una mesura de distància per cada pols de llum emès o bé diverses. Si l'impacte del feix de llum és parcial i el feix continua viatjant amb energia suficient, és possible obtenir una segona mesura de distància o bé diverses. Fins i tot hi ha sensors que enregistren el senyal rebut de forma contínua de manera que l'usuari pot interpretar-lo a posteriori.
- De retorn simple
- Multiretorn
- De forma d'ona completa (Full waveform)

Segons la plataforma on s'embarca el sistema:
- Escàner làser/LIDAR terrestre (Terrestrial Laser Scanner o TLS). El sistema pot ser estàtic o bé mòbil o portàtil (MTLS o PTLS)
- Escàner làser/LIDAR aerotransportat (Aerial Laser Scanner o ALS). En aquest cas, el sistema es pot embarcar en drons (UAV), avionetes tripulades i, fins i tot en satèl·lits (GEDI)

Segons tipus d'escaneig:
- Línies. Disposa d'un mirall rotatori en una sol sentit que va desviant el feix làser. Produeix línies paral·leles en el terreny com a patró d'escaneig. L'inconvenient principal d'aquest sistema és que en girar el mirall en una sola direcció no sempre tenim mesuraments.
- Zig-zag. En aquest cas el mirall és rotatori en dos sentits (anada i tornada). Produeix línies en ziga-zaga com a patró d'escaneig. Té l'avantatge que sempre aquesta mesura però en haver de canviar de sentit de gir l'acceleració del mirall varia segons la seva posició. Això fa que en les zones properes respecte al límit d'escaneig lateral (on varia el sentit de rotació del mirall), la densitat de punts escanejats sigui més gran que en el nadir.
- De fibra òptica. Des de la fibra central d'un cable de fibra òptica i amb l'ajuda d'uns petits miralls, el feix làser és desviat a les fibres laterals muntades al voltant de l'eix. Aquest sistema produeix una empremta en forma d'una espècie de circumferències superposades. Com que els miralls petits, la velocitat de presa de dades augmenta respecte als altres sistemes però l'angle d'escaneig (FOV) és menor.
- El·líptic (Palmer). En aquest cas el feix làser és desviat per dos miralls que utilitzen un patró d'escaneig el·líptic. Com a avantatges del mètode es pot dir que el terreny és de vegades escanejat des de diferents perspectives, encara que el fet de tenir dos miralls incrementa la dificultat en tenir dos mesuradors angulars.

## Aplicacions
La tecnologia LIDAR s'utilitza en arqueologia, geografia, geologia, geomorfologia, sismologia, agricultura, forestals, i física atmosfèrica, entre molts d'altres àmbits. En la geologia i la sismologia el LIDAR s'ha demostrat molt útil combinat amb sistemes GNSS, a més d'embarcar-se en avions i ser una important eina de localització de falles i alçaments tectònics. Les eixides d'aquestes dos tecnologies poden oferir uns models digitals d'elevacions (MDE) d'una gran precisió que, fins i tot, poden incloure arbres. La tecnologia LIDAR també ha estat útil en l'enginyeria forestal. Mesures de biomassa forestal, ponderació de la canòpia o dosser foliar i àrea foliar han estat estudiades a partir de sistemes LIDAR aeris (instal·lats a avions). Darrerament també s'està fent molta recerca en agricultura en aquest sentit.
Visualització 3D amb tecnologia LIDAR terrestre i batimètrica.
Visualització 3D d'Aeroports amb tecnologia LIDAR Aeri.
Visualització 3D d'imatge RGB i infraroja sobre dades LIDAR.
Visualització 3D de Carreteres amb LIDAR Aeri.
LIDAR Aeri aplicat a la gestió de línies elèctriques.
LIDAR Aeri aplicat a captura edificacions en 3D.

### Topografia
En topografia, el mesurament de distàncies amb làser per a la confecció de plànols i de mapes a gran escala, està revolucionant la presa de dades digitals relatives a l'elevació de terrenys. Aquesta tècnica és una alternativa a altres fonts de presa de dades com el Model Digital del Terreny (MDT). Es pot usar com una font de dades per als processos de contorn i generació de corbes de nivell per ortofotos digitals.
Un sistema LIDAR emet impulsos de llum que es reflecteixen en el terreny i en altres objectes presents en el mateix. Els fotons dels impulsos reflectits són transformats en impulsos elèctrics i interpretats per un registrador de dades d'alta velocitat. Com que la fórmula per a la velocitat de la llum és ben coneguda, els intervals de temps entre l'emissió i la recepció es poden calcular fàcilment. Aquests intervals són transformats en distància ajudats per la informació posicional obtinguda dels receptors GPS de l'avió/terreny, i de la unitat de mesura inercial de bord (IMU), la qual registra, constantment, l'altitud de l'aeronau.
Els sistemes LIDAR registren dades de posició (x, y) i d'elevació (z) en intervals predefinits. Les dades resultants donen lloc a una xarxa de punts molt densa, típicament a intervals d'1 a 3 metres. Els sistemes més sofisticats proporcionen dades no només del primer retorn sinó també dels següents, que proporcionen altures tant del terreny com de la seva vegetació. Les alçades de la vegetació poden proporcionar la base de partida per a l'anàlisi d'aplicacions de diferents tipus de vegetació o de separació d'alçada.
Una avantatge significativa d'aquesta tecnologia, pel que fa a altres, és que les dades poden ser adquirides en condicions atmosfèriques en què la fotografia aèria convencional no pot fer-ho. Per exemple, la presa de dades es pot fer des d'un avió en vol nocturn o en condicions de visibilitat reduïda, com les que es donen amb temps boirós o ennuvolat.
Els productes estàndard fotogramètrics derivats de les dades LIDAR inclouen models de contorn i elevació per ortofotos. Per a l'obtenció de contorns precisos cal un postprocessament de les dades inicials. Com que les dades LIDAR són obtingudes sobre els objectes elevats (per exemple edificis), s'usen sofisticats algoritmes per eliminar els punts relatius a aquests objectes. A causa de la gran densitat de punts calen molt poques línies de trencament, si de cas, per representar amb precisió el terreny. No obstant això, la presència del sistema LIDAR i l'ús de programari de post-processament, els procediments de validació hauran de ser incorporats en el procés per assegurar-se que els contorns finals siguin representatius del terreny. L'usuari final també haurà de considerar que els contorns derivats de LIDAR, tindran una aparença diferent a aquells compilats mitjançant tècniques fotogramètriques convencionals. A causa de la densitat de punts obtinguda, els contorns derivats de LIDAR, encara que altament precisos, tendiran a tenir una aparença més trencada.
El postprocessament i la verificació en 3D també són recomanables quan es fa ús de dades LIDAR per a la generació d'ortofotos digitals. Encara que els requeriments de precisió vertical per a la generació d'una ortofoto són menys estrictes que per a la generació de contorns, les dades s'han de verificar per detectar errors d'embalum. No cal necessàriament que els punts en edificis siguin eliminats. De fet, els edificis modelats amb dades LIDAR seran rectificats en la seva veritable posició (ortofoto veritable), i les distorsions radials eliminades causades per la inclinació dels edificis. Aquesta millora és d'alguna manera afectada pel fet que les vores d'edificis poden tendir a veure's arrodonides; això és segons la localització dels punts relatius a la vora de l'edifici.
Amb el postprocessament es poden obtenir les següents dades:
- Extracció de cota sòl.
- Extracció d'edificis.
- Extracció d'arbres i masses forestals.
- Eines de depuració del terreny.
- Creació de vectors tridimensionals.
- Eina de quadratura d'edificis.
- Eina d'edició.
- Retall d'imatges.

La precisió de les dades obtingudes mitjançant la tècnica LIDAR depenen de:
- La freqüència del pols.
- L'alçada de vol.
- El diàmetre del raig làser (depenent del sistema)
- La qualitat de les dades GPS/IMU i els procediments de post processament.

Es pot arribar a precisions d'1 metre en les coordenades de posició i uns 15 cm a la coordenada d'altura, si les condicions en què s'efectuen les mesures són òptimes. No obstant això, per a qualsevol aplicació a gran escala i que requereixi una elevada precisió, les dades obtingudes s'hauran de comparar amb altres tècniques. Usualment se superposen els punts obtinguts (amb les seves tres coordenades dimensionals) sobre les imatges digitals. Per aconseguir-ho es fan servir estacions fotogramètriques digitals.

#### Formats de fitxer
La major part de sistemes i aplicacions LIDAR treballen amb un mateix format, el format LAS o LAZ, l'especificació ha estat desenvolupada per l'American Society for Photogrammetry & Remote Sensing (ASPRS), i que ha esdevingut un estàndard de facto per treballar amb dades LIDAR.
LAS o LAZ (versió comprimida) és un format de fitxer públic que permet l'intercanvi de fitxers que contenen informació d'un núvol de punts tridimensional. El format LAS és un fitxer binari que manté tota la informació procedent del sistema LIDAR, i conserva la mateixa segons la naturalesa de les dades i del sistema de captura.

### Detecció de velocitats
És la tecnologia que utilitza les pistoles làser de la policia per determinar la velocitat dels vehicles que circulen en el trànsit rodat. Es diferencia del radar en què, en lloc d'utilitzar ones de ràdio, es fa servir un feix de llum làser polsant a la banda de l'infraroig la freqüència de pulsació que és de 33 MHz i la longitud d'ona que és de 904 nm.
Els avantatges del LIDAR enfront del radar són diverses:
- És molt més ràpid. En circumstàncies normals pot obtenir la velocitat del vehicle en només 3 dècimes de segon.
- Com emet un feix de llum làser, el feix no divergeix tant i és molt més estret que el del radar, que es dispersa i rebota en l'entorn. El feix làser forma un con molt estret. A uns 500 metres té una amplada aproximada de 2,5 metres de diàmetre, de manera que es pot apuntar la pistola a un vehicle concret i determinar la seva velocitat encara que hi hagi més cotxes circulant al seu voltant. Pot, per tant, emprar-se en trànsit intens apuntant els vehicles que s'escullin. A més, a causa d'aquesta manera de funcionar i la seva rapidesa, la detecció mitjançant detectors que es trobin instal·lats en els vehicles il·luminats per l'anvers és bastant ineficaç, ja que quan el detector alerta de la presència del làser és massa tard, perquè la pistola ja ha registrat la seva velocitat.
- És més fàcil de manejar, transportar i mantenir.
- És més econòmic que un radar.
- Pot funcionar, igual que el radar, a la nit, en pluja, des de ponts, en vehicles estacionats, en mode automàtic o manual, etc.
- L'única limitació del làser LIDAR és que sempre ha d'estar estàtic. El radar es pot emprar en moviment, però el làser LIDAR no es pot moure mentre realitza el mesurament.

### Òptica adaptativa

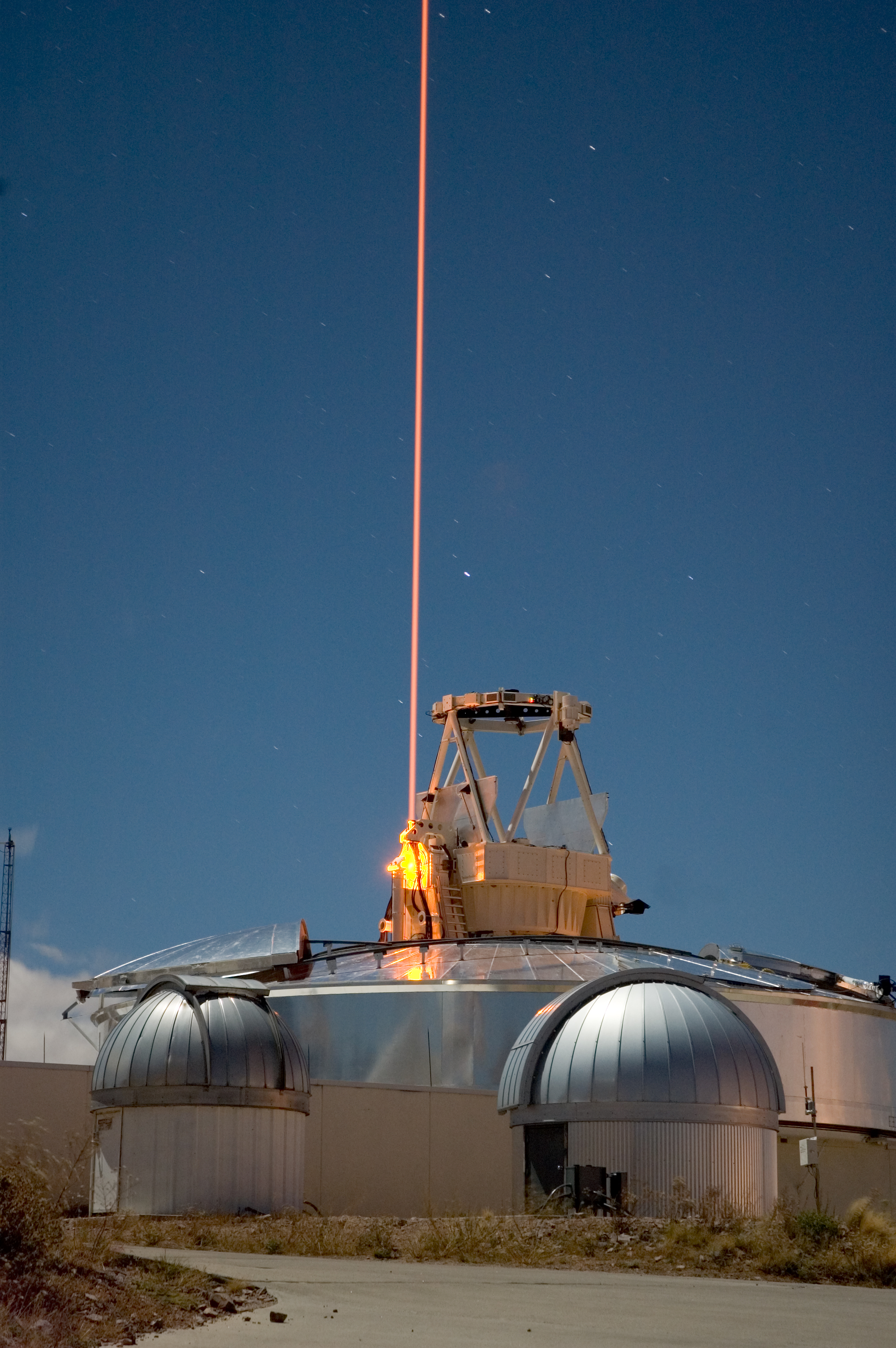
Un Fasor usat en el Starfire Optical Range per experiments LIDAR i làser guide star (creació d'una estrella virtual) i sintonitzat en la línia D2 del sodi. Usat per excitar els àtoms de sodi en les capes altes de l'atmosfera terrestre. Fasor és l'acrònim de Frecuency Addition Source of Optical Radiation. En aquest sistema hi ha dos làsers d'estat sòlid a la zona de l'infraroig de manera i freqüència únics i de longituds d'ona de 1064 i 1319 microns, respectivament. Aquestes freqüències són sumades en un cristall LBO dins d'una cavitat ressonant doble.

L'òptica adaptativa és una tècnica que permet corregir les pertorbacions més importants que pateixen les imatges astronòmiques a causa de l'atmosfera terrestre. Amb aquest sistema és possible obtenir imatges més nítides, o com expliquen els astrònoms, de millor resolució espacial. La diferència que introdueix aquesta tècnica és comparable amb mirar un objecte situat al fons d'una piscina amb aigua o sense aigua.
De la importància per a la investigació astronòmica és una mostra el fet que tots els telescopis i els observatoris amb telescopis majors de 4 metres, han desenvolupat o estan desenvolupant sistemes d'òptica adaptativa adequats a les seves necessitats.
Les possibilitats que l'òptica adaptativa ofereix a l'astronomia són espectaculars. Eliminar les pertorbacions produïdes per l'atmosfera equival essencialment a observar des de l'espai. Les pertorbacions atmosfèriques causen una pèrdua en nitidesa o resolució espacial. Aquesta pèrdua es tradueix, d'una banda, en una disminuïda capacitat per resoldre objectes, és a dir, per fer estudis detallats de la seva morfologia. D'altra banda, influeix també en la capacitat per detectar objectes febles, ja que la imatge es dispersa en punts de llum més grans.
La millora que introdueix l'òptica adaptativa es pot quantificar utilitzant la relació entre la mida del telescopi i la mida de la millor imatge que pot obtenir. El poder per detectar el telescopi augmenta amb el diàmetre del seu mirall primari, i disminueix amb la mida de la imatge que forma d'un objecte puntual (aquí rau la importància de la qualitat d'imatge en un telescopi). Per tant, la diferència amb un mateix mirall de 10 metres, entre aconseguir enfocar imatges de 0.4 segons d'arc (del possible en una nit de visibilitat excel·lent) i una imatge de 0,04 segons d'arc, que ha de ser possible amb un sistema d'òptica adaptativa, equivaldria a tenir un mirall primari de 100 metres. Per això, com dèiem al principi, la major part dels observatoris i telescopis importants, o bé ja disposen d'un sistema propi d'òptica adaptativa, o bé hi estan treballant.
L'òptica adaptativa és una tecnologia que permet determinar i corregir gran part de les aberracions amb què arriba el front d'ona dels objectes observats. El front d'ona és l'envolupant geomètrica de tots els raigs de llum que van sortir al mateix temps d'un objecte lluminós. Quan l'origen de la llum és un punt, el front d'ona és esfèric, però si està prou lluny, com en el cas de les estrelles, aquest front és pràcticament pla.
En un sistema d'òptica adaptativa, el front d'ona, pertorbat per l'atmosfera, és analitzat, en primer lloc, per un sensor de front d'ona, que determina les seves aberracions. Aquesta informació passa al reconstructor de fase, el qual calcula les correccions que ha de realitzar i les deformacions que ha d'adoptar el mirall deformable per compensar les aberracions originals del front d'ona.
Amb el «sensat» del front d'ona es pretén mesurar les aberracions introduïdes per la columna d'atmosfera que travessa la llum provinent de l'objecte astronòmic. Normalment, els objectes que es volen estudiar són molt febles, de manera que la mesura de les pertorbacions del front d'ona ha de realitzar-se amb alguna estrella brillant propera, amb la finalitat que la llum procedent d'aquesta estrella de referència travessi aproximadament la mateixa columna d'atmosfera que l'objecte. No obstant això, no sempre és possible ni trobar estrelles prou properes per tal interès astronòmic, ni prou brillants per poder utilitzar-les per mesurar el front d'ona.
La solució que s'ha trobat a aquest problema, consisteix en la producció d'estrelles artificials mitjançant l'excitació amb un raig làser de la capa de sodi existent en les altes capes de l'atmosfera. Això requereix la utilització de làsers d'elevada potència i és una tècnica que està encara en ple desenvolupament.

### Altres aplicacions
En física atmosfèrica, a través de l'ús d'instruments LIDAR és possible mesurar densitats de certs constituents de l'atmosfera (aerosols, núvols, potassi, sodi, oxigen i nitrogen molecular, etc.). Amb la tecnologia més avançada és possible calcular perfils de temperatura o mesurar l'estructura de vents.